# Acroloxus ussuriensis
Acroloxus ussuriensis е вид охлюв от семейство Acroloxidae. Видът не е застрашен от изчезване.

## Разпространение и местообитание
Разпространен е в Русия (Амурска област и Приморски край).
Обитава сладководни басейни и реки.